# Richard Booth
Pour les articles homonymes, voir Booth.
Richard George William Pitt Booth (né le 12 septembre 1938 à Hay-on-Wye et mort le 20 août 2019 à Cusop (Herefordshire, Angleterre),) est un libraire gallois, connu pour avoir fait de son village natal un village du livre.

## Biographie
Richard Booth fréquente la Rugby School puis l'université d'Oxford. Il rêve pourtant de retourner à Hay-on-Wye et se demande comment lui redonner du dynamisme. Ayant hérité le domaine de Brynmelyn de son oncle le major Willie Booth, il ouvre une librairie d'occasion dans l'ancienne caserne de pompiers, et prend exemple sur les libraires de ce genre en Amérique.
Le 1er avril 1977, il déclare Hay-on-Wye royaume indépendant, lui-même roi Richard Cœur de Livre et son cheval Premier ministre. Le coup de publicité aboutit à la venue de médias, des « passeports » sont édités.
Le 1er avril 2000, Booth établit la « Chambre des Lords de Hay » et crée 21 nouveaux pairs héréditaires.
Il crée un festival littéraire qui draine 500 000 touristes. En récompense, il est fait membre de l'ordre de l'Empire britannique en 2004.
En août 2005, Richard Booth annonce la vente de sa librairie à Hay et son déménagement en Allemagne. Finalement il ne part pas en Allemagne mais s'installe à Brynmelyn. En 2014, il a une librairie baptisée « Le Royaume de Hay ».
Son engagement politique l'amène à être candidat, sans succès, du Parti travailliste socialiste aux élections de l'Assemblée nationale du pays de Galles de 1999 et dans la circonscription du Pays de Galles aux élections européennes de 2009.